# Helsinki-Slang
Helsinki-Slang (Stadin slangi) ist eine lokale umgangssprachliche Variante der finnischen Sprache, die hauptsächlich in der finnischen Hauptstadt Helsinki gesprochen wird.
Der Helsinki-Slang basiert auf der finnischen Umgangssprache (puhekieli), ist aber durch eine große Anzahl von Ausdrücken mit nicht-finnischer Etymologie geprägt, die alltägliche Substantive, Verben und Adjektive ersetzen.

## Geschichte
Die Wurzeln des Helsinki-Slang gehen bis in die 1880er Jahre zurück, als die Bewohner Helsinkis je etwa zur Hälfte finnisch- und schwedischsprachig waren und sich während des raschen Wachstums der Stadt zur Zeit der Industrialisierung verstärkt die Notwendigkeit der umgangssprachlichen Kommunikation zwischen Sprechern verschiedener Sprachen ergab. Daher stammen ältere Slangwörter hauptsächlich aus dem Schwedischen – etwa drei Viertel der „alten“ Slangwörter sind schwedischen Ursprungs, ca. 5 % kommen aus dem Russischen (das Großfürstentum Finnland gehörte damals zu Russland) und der Rest aus dem Finnischen. Vereinzelt kommen auch Wörter aus anderen Sprachen vor, z. B. slaafaminen vom deutschen Schlafen. In der ersten Hälfte des 20. Jahrhunderts bis etwa zum Winterkrieg war der Slang in den Arbeitervierteln Helsinkis allgemein verbreitet, und es gab stadtteilspezifische Varianten, insbesondere zwischen dem „proletarischen“ Norden und dem „bürgerlichen“ Süden der Stadt. In den 1950er Jahren wandelte sich der Helsinki-Slang zu einem Phänomen der Jugendkultur und diente vor allem unter männlichen Jugendlichen als Gruppensprache und Ausdruck der Rebellion gegen die ältere Generation. Er wird aber heute auch von weiblichen Jugendlichen benutzt, so dass keine geschlechtsspezifischen Unterschiede mehr bestehen. Der Helsinki-Slang ist nach wie vor in erster Linie eine jugendsprachliche Erscheinung. Bis heute haftet ihm ein „tough guy“-Image an, auch wenn er dank verstärkter Präsenz in den Medien, als Gegenstand wissenschaftlicher Untersuchungen und nach dem Erscheinen mehrerer Slang-Wörterbücher zu einem weithin beachteten Phänomen der Subkultur geworden ist.
Seit etwa 1990 kommen die meisten sprachlichen Neuzugänge dank Globalisierung und Internet aus dem Englischen. Der Helsinki-Slang ist jedoch nicht mit „Finglisch“ (der finnischen Variante des Denglisch) zu verwechseln, welches ein anderes Phänomen und nicht auf Helsinki beschränkt ist. Ältere Sprecher des Stadin slangi tendieren allerdings dazu, die 1950er-Jahre-Variante, die sie aus ihrer Jugendzeit kennen, für die einzig „echte“ zu halten und die modernen Anglizismen im besten Fall als Neologismen, im schlechtesten Fall als bloße Anpassung an die amerikanische Kultur wahrzunehmen. Der Helsinki-Slang entwickelt sich aber (wie Sprache im Allgemeinen) beständig weiter. So ist nicht auszuschließen, dass sich in Zukunft wieder verstärkt russische und estnische Einflüsse bemerkbar machen.
Die Einwohner von Helsinki bezeichnen ihren Slang selbst nie als „Helsinki-Slang“, sondern als Stadin slangi. Stadi ist ein Slangausdruck, der sich vom schwedischen stad („Stadt“) ableitet. Wörtlich übersetzt heißt der Helsinki-Slang also „Slang der Stadt“. Das nur im Helsinki-Slang gebräuchliche Wort Stadi steht ausschließlich für Helsinki, oft auch nur für die sogenannte Helsinkier Kernstadt, in Abgrenzung zu den Außenbezirken. Alle anderen Städte werden lediglich mit dem standardfinnischen Ausdruck für Stadt, kaupunki, bedacht. Personen, die keinen Helsinki-Slang sprechen (auch Helsinkier), können auch Helsinki selbst kaupunki nennen. Dagegen identifiziert der Gebrauch von Hesa, einer anderen umgangssprachlichen Variante des Stadtnamens, den Sprecher als Nicht-Helsinkier, wenn nicht sogar als Bewohner einer „bäuerlichen“ Gegend.

## Sprachliche Charakteristika und Beispiele
Die Grammatik des Helsinki-Slang entspricht im Kern der finnischen Grammatik; Slangausdrücke anderssprachiger Herkunft werden ihren Regeln angepasst. Als Form der Umgangssprache weicht der Helsinki-Slang jedoch in zahlreichen Punkten von den grammatischen Regeln der finnischen Standardsprache ab. Beispielsweise heißt „kannst du das in Ordnung bringen?“ im Helsinki-Slang „voitsä duunaa ton kondiksee?“, wobei duunaa und kondis Slangwörter sind. Die grammatikalisch korrekte Form wäre: „voitko sinä duunata tuon kondikseen?“.
Der Helsinki-Slang wird auch von der schwedischsprachigen Minderheit Helsinkis in ihre schwedische Umgangssprache eingeflochten. Das obige Beispiel „kannst du das in Ordnung bringen?“ würde, von einem schwedischsprachigen Helsinkier gesprochen, so aussehen: „kan du duunaa dendä' kondiksee?“.
Einige Besonderheiten des Helsinki-Slang sind:
- ein relativ hohes Sprechtempo
- eine Häufung stimmhafter Konsonanten (b, d und g), die sonst im Finnischen kaum vorkommen: budjaa („wohnen“), brakaa („brechen“), dorka („Idiot“), duuni („Arbeit“), gimma („Mädchen“), goisaa („schlafen“)
- Konsonantenkombinationen am Wortanfang, die normalerweise nur in den Dialekten Südwestfinnlands vorkommen: Stadi (Helsinki), glesa („krank“), skeglu („Messer“), flinda („Flasche“)
- Hyperkorrektheit in Bezug auf stimmhafte Konsonanten und Konsonantenkombinationen am Wortanfang: biisi („Musikstück“, von engl. piece), stoge („Zug“, von schwed. tåg)
- Abkürzungen und Verschleifungen, die eine schnelle Aussprache erlauben: Hesari ist kürzer als der Straßenname Helsinginkatu oder der Name der Tageszeitung Helsingin Sanomat.
- bestimmte Wortendungen bei Substantiven wie -is (fleggis („offenes Feuer“)), kondis („Bedingung/Kondition“)), -ari (snagari („Würstchenstand“)) oder -de (krunde und klande („Kopf und Zahl“ (bei Münzen))
- Abweichungen von der Vokalharmonie: Sörkka statt Sörkkä (Stadtteil Sörnäinen), Tölika statt Tölikä (Stadtteil Töölö), byysat statt buusat oder byysät („Hose“)
- der Verlust finaler Phoneme, besonders des auslautenden [n]
- Wegfall des Negationsverbs (en, et, ei usw.) in verneinten Sätzen: Te mihkää mee statt Ette te mihinkään mene („Ihr geht nirgendwo hin!“)
- Gelispeltes s (besonders bei weiblichen Sprechern)

## Pflege und Erforschung
Der Pflege des Helsinki-Slang widmet sich der 1995 gegründete Verein Stadin slangi ry. Wissenschaftlich erforscht wurde der Slang seit den 70er Jahren vor allem durch den Sprachwissenschaftler Heikki Paunonen; für sein 2000 gemeinsam mit seiner Ehefrau veröffentlichtes „Großes Wörterbuch des Stadin slangi“ Tsennaaks Stadii, bonjaaks slangii erhielt er 2001 den mit 150.000 Finnmark (ca. 25.000 Euro) dotierten Finlandia-Sachbuch-Preis. In einer 2016 veröffentlichten Arbeit zur Etymologie des Helsinki-Slang untersucht er hauptsächlich die russischen Wurzeln zahlreicher Slangwörter.

## Literarische Verwendung
Der Helsinki-Slang hat in neuerer Zeit auch Eingang in die Literatur gefunden; Pentti Saarikoski und eine Reihe jüngerer Autoren verwenden ihn als Stilmittel. Sami Garam hat verschiedene Werke in den Helsinki-Slang übersetzt, darunter Aleksis Kivis Roman Die sieben Brüder und Aku Ankka-Comics („Kelaa, snadi jeesaaja, kui iisii täl ois stedaa“ – „Denk mal, Helferlein, wäre es nicht einfach, hier sauber zu machen“). Auch in anderen Comics findet Slang Verwendung, z. B.: „Hei sporakuski, stikkaa dörtsi posee, tääl on galsa blosis, bonjaatsä?“ („Hallo, Strabafahrer, mach die Tür zu, es zieht, verstehst du?“) aus einem „Viivi & Wagner“-Comic. 2001 erschienen zwei Slang-Übersetzungen des Neuen Testaments. In der finnischen Populärmusik gibt es ebenfalls Texte in Helsinki-Slang, so bei Tuomari Nurmio und verschiedenen Rappern. Arvo Pohjola veröffentlichte 2005 einen Band Slang-Gedichte (Himäföneri).
Der regionale Verkehrsverbund HSL bot in den Jahren 2011 und 2012 seine Website neben Finnisch, Englisch und Schwedisch teilweise auch in Helsinki-Slang an. Die Homepage des Vereins Stadin slangi ry ist ebenfalls im Slang verfasst.